# Alanyaspor
Alanyaspor is een voetbalclub opgericht in 1948 te Alanya, een district van de Turkse provincie Antalya. De clubkleuren zijn groen en oranje, en de thuisbasis is het Bahçeşehir Okullarıstadion dat een totale capaciteit heeft van 10.128 zitplaatsen. De club speelt sinds 2016 voor het eerst in de Süper Lig.

Alanya ligt in de Middellandse Zeeregio.

## Geschiedenis

### Oprichting
De club is opgericht in 1948, in 1984 kwam de club voor het eerste uit in de nationale reeksen, dit was de TFF 2. Lig. 

### Lagere divisies
In 1989 werd de club kampioen van de TFF 2. Lig en promoveert daardoor naar de TFF 1. Lig. In 1997 degradeert de club terug naar de TFF 2. Lig en in het seizoen 2000-2001 zelfs naar de TFF 3. Lig. In het seizoen 2003-2004 weet de club weer terug te promoveren naar de TFF 2. Lig en daarmee is de opmars naar boven ingezet. Na 10 seizoenen in deze competitie promoveert de club in 2014 naar de TFF 1. Lig, waar het een jaar later meteen op de derde plaats eindigt en deel mag nemen aan de play-offs voor promotie naar de Süper Lig. In de halve finale lijdt Alanyaspor twee ruime nederlagen tegen Samsunspor. Het verliest thuis met 0-4 en uit met 5-1.

### Promotie naar de Süper Lig
Een jaar later, op 27 mei 2016, promoveert Alanyaspor voor het eerst in de geschiedenis, alsnog naar de Süper Lig . Na opnieuw een derde plaats in de TFF 1. Lig, gaat het ze dit seizoen een stuk beter af in de play-offs. In de halve finales wordt afgerekend met Balıkesirspor (0-0 uit, 1-0 thuis). Hierna speelt de formatie van coach Hüseyin Kalpar in de finale tegen Adana Demirspor waarin de strafschoppenserie, na een 1-1 stand na 120 minuten, met 3-1 wordt gewonnen.
Tot op heden voetbalt Alanyaspor nog altijd in de Süperlig, met tweemaal een vijfde plaats als hoogste rangschikking.

### Europees voetbal
In het seizoen 2019/2020 eindigt Alanyaspor op de vijfde plaats, waardoor de club zich voor de eerste keer in de historie plaatst voor Europees voetbal. Hierdoor neemt de club in 2020/2021 deel aan de derde voorronde van de UEFA Europa League, maar het Europese avontuur is van korte duur. Alanyaspor verliest in Noorwegen met 1-0 van Rosenborg BK, en omdat de kwalificatieronde maar over één duel wordt gespeeld, is het Europese avontuur hier mee over.
Ook in het seizoen 2021/2022 eindigt Alanyaspor op de vijfde plaats, echter dit keer levert dit geen Europees voetbal op. Turkije is namelijk afgezakt van de 10e naar de 13e plaats op de UEFA-coëfficiënten, waardoor alleen nog de eerste vier clubs (in plaats van zes) zich plaatsen voor Europees voetbal.

### Buitengewone gebeurtenissen
In oktober 2006 kwam de club in het nieuws, doordat zes spelers en een assistent-coach van Alanyaspor gewond raakten door een blikseminslag tijdens de training. Op 29 april 2019 geschiedde er een ongeluk met een minibus. Daarbij kwam de 28-jarige Tsjechische international Josef Šural om het leven.

### Gespeelde Divisies
- Süper Lig: 2016-
- TFF 1. Lig: 1989-1997, 2014-2016
- Türkiye Futbol Federasyonu 2. Lig: 1984-1989, 1997-2001, 2004-2014
- Türkiye Futbol Federasyonu 3. Lig: 2001-2004

## Eindstanden
| 14 |

| 11 |

| 9 |

| 2 |

| 3 |

| 3 |

| 12 |

| 12 |

| 9 |

| 5 |

| 7 |

| 5 |

| 14 |

| 8 |

| Süper Lig |

| TFF 1. Lig |

| TFF 2. Lig |

| Süper Lig |

| TFF 1. Lig |

| TFF 2. Lig |

## In Europa
#Q = #kwalificatieronde, #R = #ronde, PO=Play Offs, Groep = groepsfase, 1/8 = achtste finale, 1/4 = kwartfinale, 1/2 = halve finale, F = Finale, T/U = Thuis/Uit, W = Wedstrijd, PUC = punten UEFA coëfficiënten .
Uitslagen vanuit gezichtspunt Alanyaspor
| Seizoen                                                    | Competitie    | Ronde | Land               | Club         | Totaalscore | 1e W    | 2e W | PUC |
| ---------------------------------------------------------- | ------------- | ----- | ------------------ | ------------ | ----------- | ------- | ---- | --- |
| 2020/21                                                    | Europa League | 3Q    | Vlag van Noorwegen | Rosenborg BK | 0-1         | 0-1 (U) |      | 0.5 |
| Totaal aantal behaalde punten voor UEFA coëfficiënten: 0.5 |               |       |                    |              |             |         |      |     |

## Bekende (ex-)spelers
| Turken Emre Akbaba Ufuk Ceylan Musa Çağıran Cenk Gönen Ceyhun Gülselam Hamza Hamzaoğlu Erhan Kartal Mustafa Pektemek Salih Uçan Angolezen Djalma Campos Brazilianen Filipe Augusto Bobô Vágner Love Chilenen Júnior Fernándes Congolezen Fabrice N'Sakala Engelsen Steven Caulker Ivorianen Bakary Soro | Fransen Rémy Riou Grieken Giannis Maniatis Giorgios Tzavellas Malinezen Mamadou Fofana Marokkanen Ismaïl Aissati Yacine Bammou Nigerianen Joel Obi Kenneth Omeruo Stephen Sunday Nederlanders Glynor Plet Leroy Fer Senegalezen Abdoulaye Ba Papiss Cissé Lamine Gassama Spanjaarden Carlos García Badías Tsjechisch Josef Šural |

## Verbonden aan Alanyaspor

### Voorzitters
- Hüseyin Arıkan (1984-1986)
- Necati Azakoğlu (1986-1988)
- Ali Dizdaroğlu (1988-1989)
- Hayri Doğan (1989-1990)
- Faruk Koçak (1990-1991)
- Cengiz Aydoğan (1991-1996)
- Nazmi Reisoğlu (1996)
- Mehmet Hacıkadiroğlu (1996-1997)
- Ali Sak (1997-2000)
- Hasan Hacıince (2000-2004)
- Emin Müftüoğlu (2004)
- Selçuk Doğan (2004-2009)
- Hakan Dizdaroğlu (2009-2011)
- Mevlüthan Çavuşoğlu (2011)
- Hasan Çavuşoğlu (2012-)